# 静岡県立森林公園
静岡県立森林公園（しずおかけんりつしんりんこうえん）は、浜松市浜名区に存在する、静岡県営の自然公園である。

## 概要
昭和40年（1965年）、静岡県浜北市（当時）北部の根堅地区に開設される。面積は215ヘクタール。園内にはバードピア浜北、森の家などの建物や、各種施設、周辺には浜松市営の温泉、あらたまの湯や浜北森林アスレチックなどがある。
静岡県立浜北森林公園という表記は誤りであるが、上記の浜北森林アスレチックなどの影響もあり、
通称としては広く浸透しているという現状がある。

## 代表的な施設

### バードピア浜北
静岡県立森林公園ビジターセンターとして、野鳥観察施設と、静岡県立森林公園の管理事務所機能をもっている。野鳥を観察できるテラスや、野鳥や自然に関する展示、公園利用者が撮影した写真や絵画を展示するスペースがある。総面積705平方メートル。木造平屋建。

### 森の家
静岡県立森林公園内に存在する宿泊研修施設
- 宿泊室は2名収容の洋室から9名収容の和室まで、18室。
- 研修室は9室（内4室は宿泊室と兼用なので重複してカウント）。大研修室80名収容1室、中研修室45名収容1室、小研修室20名収容3室完備
- 多目的ホールのやまびこホールは24m×18mの広さを有し、200名収容
- お茶室の樹香庵は、宿泊もできる
- レストランまつぼっくりでは、宿泊者以外の一般客も昼食と夕食を取ることが出来る。営業時間ランチタイム11：00～14：00ティータイム14：00～17：00ディナータイム17：00～19：00

## その他の施設
- 木工体験館
- ピクニックガーデン
- 木の散歩道
- 空の散歩道　(長さ150mの吊り橋)
- ラクウショウ谷親水広場
- うぐいす谷親水広場
- 西の谷奥地
- スポーツ広場
- つどいの広場
- イベント広場
- 冒険の森
- カエデの森

## 四季のみどころ
- 春　ソメイヨシノ、ミツバツツジ、モチツツジ、ハルゼミなど
- 夏　ハンカイソウ、サワシロギク、シラタマホシクサ、クマゼミ、アブラゼミなど
- 秋　イロハモミジ、モミジバフウ、アキアカネなどのトンボ、アサギマダラなど
- 冬　サザンカ、ジョウビタキ、アオジ、カルガモなど
- 通年　アカマツ林など
  - （静岡県立森林公園パンフレットより一部追加）

## 静岡県立森林公園の周辺施設
これらの施設は、県立森林公園とは関係ないが、ここに紹介する。

### あらたまの湯
あらたまの湯は浜松市浜北区四大地に存在する、浜松市営の日帰り天然温泉である。敷地面積は21,101.66平方メートル、建物は管理休憩棟1,956.76平方メートル　物販棟112.96平方メートル。駐車場は普通車148台、バス4台、身障者用スペース5台
管理休憩棟の有料ゾーンには施設大小あわせて8つのお風呂がある。内5つが露天風呂、2つが内風呂、1つは貸切風呂。源泉掛け流しの浴槽と、循環式の浴槽がある。他にはリラクゼーションコーナーとサウナもある。
同じく無料ゾーンには受付などの他、休憩室とお食事処がある。
物販店ブースには、物販店、足湯、温泉スタンドがある。
- 泉質　ナトリウム炭酸水素塩泉(重曹)、飲用不可。湧出量は1分間あたり109リットル。
- 交通機関　 天竜浜名湖線　宮口駅
- 指定管理者　浜松SKあらたまの湯(代表企業：株式会社ヤタロー)
- あらたまの湯の「あらたま」の名称は、古くからこの地方があらたま（麁玉）と呼ばれていることによるもの
- 浜松市灰木地区に建設された浜松市環境センターの環境整備事業の一環として、四大地財産区の土地と基金及び静岡県観光施設整備費補助金を活用し建設された。

### 浜北森林アスレチック
浜北森林アスレチックは浜松市浜北区尾野に存在する公認アスレチックコースである。
他に、ゴーカートやサイクルモノレールなどの遊具、浜北森林ゴルフ練習場が併設されている。